# Tailândia nos Jogos Olímpicos de Verão de 2008
A Tailândia competiu nos Jogos Olímpicos de Verão de 2008, em Pequim, na China.

## Medalhas
| Atleta                           | Esporte        | Evento                  | Medalha |
| -------------------------------- | -------------- | ----------------------- | ------- |
| Somjit Jongjohor                 | Boxe           | Peso mosca              | Ouro    |
| Prapawadee Jaroenrattanatarakoon | Halterofilismo | Até 53 kg feminino      | Ouro    |
| Buttree Puedpong                 | Taekwondo      | Até 49 kg feminino      | Prata   |
| Manus Boonjumnong                | Boxe           | Peso meio-médio-ligeiro | Prata   |

## Desempenho

### Atletismo
Masculino
| Siriroj Darasuriyong Sompote Suwannarangsri Sittichai Suwonprateep Wachara Sondee | Revezamento 4x100 m | 39s40 | 9º | Não avançou | Não avançou | Não avançou | Não avançou | Não avançou | Não avançou |

Feminino
| Atletas                                                              | Evento              | Preliminares | Preliminares | Quartas     | Quartas     | Semifinal   | Semifinal   | Final         | Final         |
| Atletas                                                              | Evento              | Marca        | Posição      | Marca       | Posição     | Marca       | Posição     | Marca         | Posição       |
| -------------------------------------------------------------------- | ------------------- | ------------ | ------------ | ----------- | ----------- | ----------- | ----------- | ------------- | ------------- |
| Jutamas Tawoncharoen                                                 | 100 metros          | 11s82        | 49º          | Não avançou | Não avançou | Não avançou | Não avançou | Não avançou   | Não avançou   |
| Oranut Klomdee Nongnuch Sanrat Sangwan Jaksunin Jutamas Tawoncharoen | Revezamento 4x100 m | 44s38        | 11º          |             |             |             |             | Não avançou   | Não avançou   |
| Noengrothai Chaipetch                                                | Salto em altura     | 1,80 m       | 29º          |             |             |             |             | Não avançou   | Não avançou   |
| Buoban Pamang                                                        | Lançamento de dardo | 56,35m       | 28º          |             |             |             |             | Não avançou   | Não avançou   |
| Wassana Winatho                                                      | Heptatlo            |              |              |             |             |             |             | Não completou | Não completou |

### Badminton
Masculino
| Atleta          | Evento  | Fase de 64             | Fase de 32                          | Fase de 16             | Quartas                | Semifinais             | Final                  | Final       |
| Atleta          | Evento  | Adversário e resultado | Adversário e resultado              | Adversário e resultado | Adversário e resultado | Adversário e resultado | Adversário e resultado | Posição     |
| --------------- | ------- | ---------------------- | ----------------------------------- | ---------------------- | ---------------------- | ---------------------- | ---------------------- | ----------- |
| Boonsak Ponsana | Simples |                        | INA S. Kuncoro D 0-2 (16-21; 14-21) | Não avançou            | Não avançou            | Não avançou            | Não avançou            | Não avançou |

Feminino
| Atleta           | Evento  | Fase de 64             | Fase de 32                              | Fase de 16             | Quartas                | Semifinais             | Final                  | Final       |
| Atleta           | Evento  | Adversário e resultado | Adversário e resultado                  | Adversário e resultado | Adversário e resultado | Adversário e resultado | Adversário e resultado | Posição     |
| ---------------- | ------- | ---------------------- | --------------------------------------- | ---------------------- | ---------------------- | ---------------------- | ---------------------- | ----------- |
| Salakjit Ponsana | Simples |                        | CHN Zhang N. D 1-2 (23-21; 17-21; 7-21) | Não avançou            | Não avançou            | Não avançou            | Não avançou            | Não avançou |

Misto
| Atleta                                  | Evento        | Fase de 16                                 | Quartas                                          | Semifinais             | Final                  | Final       |
| Atleta                                  | Evento        | Adversário e resultado                     | Adversário e resultado                           | Adversário e resultado | Adversário e resultado | Posição     |
| --------------------------------------- | ------------- | ------------------------------------------ | ------------------------------------------------ | ---------------------- | ---------------------- | ----------- |
| Sudket Prapakamol Saralee Thungthongkam | Duplas mistas | CAN M. Beres - V. Loker V 2-0 (21-9; 21-9) | INA N. Widianto - L. Natsir D 0-2 (13-21; 19-21) | Não avançou            | Não avançou            | Não avançou |

### Boxe
A Tailândia qualificou oito boxeadores para o torneio olímpico de boxe. Cinco deles obtiveram suas vagas ao terminarem entre os oito primeiros do campeonato mundial de 2007. Petchkoom, Boonjumnong e Chomphuphuang classificaram-se no primeiro torneio qualificatório do continente asiático.
| Atleta                | Evento                  | Fase de 32                  | Fase de 16                   | Quartas                   | Semifinais                 | Final                    | Posição          |
| Atleta                | Evento                  | Adversário e resultado      | Adversário e resultado       | Adversário e resultado    | Adversário e resultado     | Adversário e resultado   | Posição          |
| --------------------- | ----------------------- | --------------------------- | ---------------------------- | ------------------------- | -------------------------- | ------------------------ | ---------------- |
| Amnat Ruanroeng       | Peso mosca-ligeiro      | PNG J. Willie V PTS 14:2    | DOM W. Montero V PTS 7:3     | MGL P. Serdamba D PTS 2:5 | Não avançou                | Não avançou              | Não avançou      |
| Somjit Jongjohor      | Peso mosca              | GUA E. Valenzuela V PTS 6:1 | AZE S. Mammadov V PTS 10:2   | TJK A. Yunusov V PTS 8:1  | ITA V. Picardi V PTS 7:1   | CUB A. Laffita V PTS 8:2 | Medalha de ouro  |
| Worapoj Petchkoom     | Peso galo               |                             | ITA J. Parrinello V PTS 12:1 | CUB Y. León D PTS 2:10    | Não avançou                | Não avançou              | Não avançou      |
| Sailom Adi            | Peso pena               |                             | ALG A. Chadi D PTS 6:7       | Não avançou               | Não avançou                | Não avançou              | Não avançou      |
| Pichai Sayotha        | Peso leve               |                             | KOR Baik J-S. D PTS 4:10     | Não avançou               | Não avançou                | Não avançou              | Não avançou      |
| Manus Boonjumnong     | Peso meio-médio-ligeiro |                             | JPN M. Kawachi V PTS 8:1     | KAZ S. Sapiyev V PTS 7:5  | CUB R. Iglesias V PTS 10:5 | DOM M. Díaz D PTS 4:12   | Medalha de prata |
| Non Boonjumnong       | Peso meio-médio         |                             | EGY H. Abdin D PTS 10:11     | Não avançou               | Não avançou                | Não avançou              | Não avançou      |
| Angkhan Chomphuphuang | Peso médio              | KOR Cho. D-J. V PTS 9:3     | IND V. Kumar D PTS 3:13      | Não avançou               | Não avançou                | Não avançou              | Não avançou      |

### Ciclismo de estrada
Feminino
| Atleta            | Evento             | Final               | Final   |
| Atleta            | Evento             | Tempo               | Posição |
| ----------------- | ------------------ | ------------------- | ------- |
| Chanpeng Nontasin | Corrida em estrada | 3h51m51s (+ 19m27s) | 61º     |

### Esgrima
Masculino
| Atleta           | Evento             | Fase de 64             | Fase de 32             | Fase de 16             | Quartas de final       | Semifinais             | Final                  |
| Atleta           | Evento             | Adversário e resultado | Adversário e resultado | Adversário e resultado | Adversário e resultado | Adversário e resultado | Adversário e resultado |
| ---------------- | ------------------ | ---------------------- | ---------------------- | ---------------------- | ---------------------- | ---------------------- | ---------------------- |
| Nontapat Panchan | Florete individual |                        | POL S. Mocek D 7-15    | Não avançou            | Não avançou            | Não avançou            | Não avançou            |
| Wiradech Kothny  | Sabre individual   |                        | CHN Zhong M. D 7-15    | Não avançou            | Não avançou            | Não avançou            | Não avançou            |

### Halterofilismo
Masculino
| Atleta            | Evento | Arranque (kg) | Arremesso (kg) | Total (kg) | Posição |
| ----------------- | ------ | ------------- | -------------- | ---------- | ------- |
| Pongsak Maneetong | -56kg  | 116,0         | 142,0          | 258,0      | 10º     |
| Phaisan Hansawong | -62kg  | 132,0         | 162,0          | 294,0      | 5º      |
| Sittisak Suphalak | -69kg  | 147,0         | 171,0          | 318,0      | 8º      |

Feminino
| Atleta                           | Evento | Arranque (kg) | Arremesso (kg) | Total (kg)    | Posição         |
| -------------------------------- | ------ | ------------- | -------------- | ------------- | --------------- |
| Pramsiri Bunphithak              | -48kg  | Não completou | Não completou  | Não completou | Não completou   |
| Pensiri Laosirikul               | -48kg  | 85,0          | 110,0          | 195,0         | 5º              |
| Prapawadee Jaroenrattanatarakoon | -53kg  | 95,0          | 126,0 (OR)     | 221,0 (OR)    | Medalha de ouro |
| Wandee Kameaim                   | -58kg  | 98,0          | 128,0          | 226,0         | 4º              |

### Natação
Feminino
| Atleta(s)                  | Evento       | Eliminatórias | Eliminatórias | Semifinal   | Semifinal   | Final       | Final       |
| Atleta(s)                  | Evento       | Tempo         | Posição       | Tempo       | Posição     | Tempo       | Posição     |
| -------------------------- | ------------ | ------------- | ------------- | ----------- | ----------- | ----------- | ----------- |
| Natthanan Junkrajang       | 100 m livre  | 56s56         | 39º           | Não avançou | Não avançou | Não avançou | Não avançou |
| Natthanan Junkrajang       | 200 m livre  | 2m02s88       | 38º           | Não avançou | Não avançou | Não avançou | Não avançou |
| Natthanan Junkrajang       | 400 m livre  | Não competiu  | Não competiu  |             |             | Não avançou | Não avançou |
| Nimitta Thaveesupsoonthorn | 400 m medley | 5m02s18       | 37º           |             |             | Não avançou | Não avançou |

### Taekwondo
Masculino
| Atleta              | Evento | Preliminares           | Quartas                | Semifinais             | Repescagem             | Final                                   | Posição |
| Atleta              | Evento | Adversário e resultado | Adversário e resultado | Adversário e resultado | Adversário e resultado | Adversário e resultado                  | Posição |
| ------------------- | ------ | ---------------------- | ---------------------- | ---------------------- | ---------------------- | --------------------------------------- | ------- |
| Chatchawal Khawlaor | -58kg  | BEN J. Ogoudjobi V 4-2 | AUS R. Carneli V 2-0   | MEX G. Pérez D 1-3     |                        | Disputa pelo bronze: TPE Chu M-Y. D 2-4 | 5º      |

Feminino
| Atleta             | Evento | Preliminares           | Quartas                    | Semifinais                   | Repescagem             | Final                  | Posição          |
| Atleta             | Evento | Adversário e resultado | Adversário e resultado     | Adversário e resultado       | Adversário e resultado | Adversário e resultado | Posição          |
| ------------------ | ------ | ---------------------- | -------------------------- | ---------------------------- | ---------------------- | ---------------------- | ---------------- |
| Buttree Puedpong   | -49kg  | CUB D. Montejo V 1-0   | VIE T. Thi Ngoc Truc V 2-1 | VEN D. Contreras V 2-2 (SUP) |                        | CHN Wu J. D (-1)-1     | Medalha de prata |
| Premwaew Chonnapas | -57kg  | USA D. Lopez D 0-2     | Não avançou                | Não avançou                  | Não avançou            | Não avançou            | Não avançou      |

### Tênis
Feminino
| Atleta              | Evento  | Fase de 64                  | Fase de 32             | Fase de 16             | Quartas                | Semifinais             | Final                  | Final       |
| Atleta              | Evento  | Adversário e resultado      | Adversário e resultado | Adversário e resultado | Adversário e resultado | Adversário e resultado | Adversário e resultado | Posição     |
| ------------------- | ------- | --------------------------- | ---------------------- | ---------------------- | ---------------------- | ---------------------- | ---------------------- | ----------- |
| Tamarine Tanasugarn | Simples | SWE S. Arvidsson D 2-6, 1-6 | Não avançou            | Não avançou            | Não avançou            | Não avançou            | Não avançou            | Não avançou |

### Tênis de mesa
Feminino
| Atleta           | Evento  | Preliminar             | Rodada 1                                              | Rodada 2                                        | Rodada 3               | Rodada 4               | Quartas                | Semifinal              | Final                  |
| Atleta           | Evento  | Adversário e resultado | Adversário e resultado                                | Adversário e resultado                          | Adversário e resultado | Adversário e resultado | Adversário e resultado | Adversário e resultado | Adversário e resultado |
| ---------------- | ------- | ---------------------- | ----------------------------------------------------- | ----------------------------------------------- | ---------------------- | ---------------------- | ---------------------- | ---------------------- | ---------------------- |
| Nanthana Komwong | Simples |                        | DOM Lian Qian V 4 - 1 (7-11, 11-5, 11-6, 11-6, 12-10) | JPN H. Fukuoka D 0 - 4 (9-11, 7-11, 9-11, 5-11) | Não avançou            | Não avançou            | Não avançou            | Não avançou            | Não avançou            |

### Tiro
Masculino
| Atleta                | Evento             | Qualificação | Qualificação | Final       | Final       | Posição |
| Atleta                | Evento             | Placar       | Posição      | Placar      | Total       | Posição |
| --------------------- | ------------------ | ------------ | ------------ | ----------- | ----------- | ------- |
| Jakkrit Panichpatikum | Pistola de ar 10 m | 581          | 7º           | 98          | 679         | 7º      |
| Jakkrit Panichpatikum | Pistola livre 50 m | 549          | 30º          | Não avançou | Não avançou | 30º     |

Feminino
| Atleta                  | Evento                 | Qualificação | Qualificação | Final       | Final       | Posição |
| Atleta                  | Evento                 | Placar       | Posição      | Placar      | Total       | Posição |
| ----------------------- | ---------------------- | ------------ | ------------ | ----------- | ----------- | ------- |
| Thanyalak Chotpaibunsin | Carabina de ar 10 m    | 388          | 40º          | Não avançou | Não avançou | 40º     |
| Thanyalak Chotpaibunsin | Carabina três posições | 569          | 35º          | Não avançou | Não avançou | 35º     |
| Sasithorn Hongprasert   | Carabina de ar 10 m    | 390          | 36º          | Não avançou | Não avançou | 36º     |
| Sasithorn Hongprasert   | Carabina três posições | 565          | 41º          | Não avançou | Não avançou | 41º     |
| Tanyaporn Prucksakorn   | Pistola de ar 10 m     | 380          | 20º          | Não avançou | Não avançou | 20º     |
| Tanyaporn Prucksakorn   | Pistola livre 25 m     | 582          | 8º           | 195,7       | 777,7       | 7º      |
| Sutiya Jiewchaloemmit   | Skeet                  | 71           | 2º           | 21          | 92          | 5º      |

### Vela
Masculino
| Atleta       | Evento | Regata | Regata | Regata | Regata | Regata | Regata | Regata | Regata | Regata | Regata | Regata  | Pontos | Posição |
| Atleta       | Evento | 1      | 2      | 3      | 4      | 5      | 6      | 7      | 8      | 9      | 10     | M       | Pontos | Posição |
| ------------ | ------ | ------ | ------ | ------ | ------ | ------ | ------ | ------ | ------ | ------ | ------ | ------- | ------ | ------- |
| Ek Boonsawad | RS:X   | 19     | 15     | 28     | 25     | 19     | 24     | 33     | 20     | 27     | 26     | Não av. | 203    | 25º     |

Feminino
| Atleta         | Evento | Regata | Regata | Regata | Regata | Regata | Regata | Regata | Regata | Regata | Regata | Regata  | Pontos | Posição |
| Atleta         | Evento | 1      | 2      | 3      | 4      | 5      | 6      | 7      | 8      | 9      | 10     | M       | Pontos | Posição |
| -------------- | ------ | ------ | ------ | ------ | ------ | ------ | ------ | ------ | ------ | ------ | ------ | ------- | ------ | ------- |
| Napalai Tansai | RS:X   | 16     | 17     | 18     | 24     | 8      | 22     | 19     | 23     | 23     | 23     | Não av. | 169    | 20º     |